# Josep (trovatore)
Josep (fl. XIII-XIV secolo) è stato un trovatore portoghese, attivo dalla fine del XIII all'inizio del XIV secolo.
Primo rappresentante ebraico della scuola trobadorica galiziano-portoghese, è autore di una tenzone con Estevan da Guarda. 